# Dmon Prunner
Dmon Prunner est un photographe de mode islandais, né en 1976.

## Biographie
Prunner a commencé à photographier dès l'âge de 14 ans.
Il a travaillé pour les plus grands journaux tels Vogue ou ELLE.

## Expositions
- Galeries Colette et Picto, Paris
- 2002, musée de la photographie, Winterthour

## Prix
- 2000, prix Picto